# Zeroconf
Apipa, từ viết tắt của Automatic Private IP Addressing, tức là cơ chế đánh địa chỉ riêng tự động, là một chức năng của các hệ điều hành Windows gần đây.
Với APIPA, các máy trạm DHCP có thể tự cấu hình cho chính nó một địa chỉ IP và một subnet mask khi máy chủ DHCP gặp sự cố, hoặc cho trường hợp máy chủ không tồn tại trên mạng. Khi một máy trạm DHCP khởi động lên, đầu tiên nó tìm kiếm một máy chủ DHCP để có thể nhận lấy một địa chỉ IP và subnet mask từ đó. Nếu máy trạm không thể tìm kiếm được các thông tin này, nó sử dụng chức năng APIPA để tự động cấu hình chính nó với một địa chỉ IP trong khoảng địa chỉ dành riêng cho Microsoft. Khoảng địa chỉ này là từ 169.254.0.1 cho tới 169.254.255.254. Máy trạm cũng tự cấu hình subnet mask của nó là subnet mask mặc định của địa chỉ lớp B là 255.255.0.0. Một máy trạm sẽ sử dụng các cấu hình này cho đến khi phát hiện máy chủ DHCP và lấy được cấu hình thay thế.
Dịch vụ APIPA cũng thường xuyên kiểm tra sự hiện diện của máy chủ DHCP (mỗi 5 phút, theo mặc định của Microsoft). Nếu nó phát hiện ra một máy chủ DHCP trên mạng, dịch vụ APIPA sẽ dừng lại, và máy chủ DHCP sẽ thay các thông tin địa chỉ APIPA bằng cấu hình địa chỉ động của nó.
APIPA là một cách thức có thể dùng cho các mạng doanh nghiệp nhỏ, không định tuyến, thường ít hơn 25 máy trạm.